# Gerichtsbezirk Friedau
Der Gerichtsbezirk Friedau (slowenisch: sodni okraj Ormož) war ein dem Bezirksgericht Friedau unterstehender Gerichtsbezirk im Bundesland Steiermark. Er umfasste Teile des politischen Bezirks Pettau (Okraj Ptuj) und wurde 1919 dem Staat Jugoslawien zugeschlagen.

## Geschichte
Der Gerichtsbezirk Friedau wurde durch eine 1849 beschlossene Kundmachung der Landes-Gerichts-Einführungs-Kommission geschaffen und umfasste ursprünglich die 34 Gemeinden Adrianzen, Frankofzen, Friedau, Hardegg, Hermanetz, Jastrovetz, Kaag, Koratschitz, Kulmberg, Lachonetz, Littenberg, Malavetz, Michalofzen, Michovetz, Obrisch, Podorzen, Pollanzen, Polstrau, Puschendorf, Rundschen, Safzen, Samuschen, Schalofzen, Scharding, Scherovinzen, Sodinetz, St. Nikolai, Tergovitsch, Ternofzen, Vellitschan, Vitschanetz, Vittan, Wrebronig und Zwetkofzen.
Der Gerichtsbezirk Friedau umfasste damit den östlichsten Teil der Untersteiermark. Er bildete im Zuge der Trennung der politischen von der judikativen Verwaltung
ab 1868 gemeinsam mit den Gerichtsbezirken Pettau (Ptuj) und Rohitsch (Rogatec) den Bezirk Pettau (Ptuj).
Der Gerichtsbezirk Friedau wies 1890 eine anwesende Bevölkerung von 19.497 Personen auf, wobei 18.409 Menschen Slowenisch und 583 Menschen Deutsch als Umgangssprache angaben.
1910 wurden für den Gerichtsbezirk 20.792 Personen ausgewiesen, von denen 19.145 Slowenisch (94,4 %) und 877 Deutsch (4,2 %) sprachen.
Durch die Grenzbestimmungen des am 10. September 1919 abgeschlossenen Vertrages von Saint-Germain wurde der Gerichtsbezirk zur Gänze dem Königreich Jugoslawien zugeschlagen.

## Gerichtssprengel
Der Gerichtssprengel Pettau umfasste 1910 die 33 Gemeinden Bratonečice (Wratoneschitz), Brebrovnik (Wrebrofnik), Cvetkovci (Zwetkofzen), Frankovci (Frankofzen), Hardek (Hardegg), Hermanci (Hermanetz), Hum (Kulmberg), Jastrebci (Jastrovetz), Kog (Kaag), Lahonci (Lachonetz), Litmerk (Littenberg), Mihalovci (Michalofzen), Obrežje (Obrisch), Ormož (Friedau), Bresnica (Gemeinde Ormož) (Podgorzen), Pušenci (Puschendorf), Runeč (Runtschen), Salovci (Schalofzen), Samožani (Samuschen), Šardinja (Scharding), Savci (Safzen), Sodinci (Sodinetz), Središče (Polstrau), Sveti Miklavž (Sankt Nikolai), Sveti Tomaž (Sankt Thomas), Trgovič (Tergovitsch), Trnovci (Ternovitsch), Veličane (Velitschan), Velika Nedelja (Großsonntag), Vičanec (Vitschanetz), Vitan, Vodranci (Adrianzen) und Žerovinci (Scherovinzen).